# Zellersee (sjö i Österrike)
Zellersee är en sjö i Österrike.   Den ligger i förbundslandet Oberösterreich, i den centrala delen av landet, 230 km väster om huvudstaden Wien. Zellersee ligger 571 meter över havet.
Omgivningarna runt Zellersee är en mosaik av jordbruksmark och naturlig växtlighet. Runt Zellersee är det ganska tätbefolkat, med 120 invånare per kvadratkilometer.